# Kurt McKinney
Kurt McKinney (Louisville, 15 febbraio 1962) è un attore e artista marziale statunitense, conosciuto per il ruolo di Jason Stillwell nel film di arti marziali Kickboxers - Vendetta personale (1986).

## Biografia
Prima di intraprendere la carriera cinematografica, McKinney aveva conquistato la cintura nera di taekwondo ed era stato un campione amatoriale di kickboxing nel Kentucky.
Dal 1988 al 1991 ha interpretato Ned Quartermaine nella soap opera General Hospital, dal 1994 al 2009 ha ottenuto il ruolo di Matt Reardon nella soap opera Sentieri. Apparve anche nelle soap opera Così gira il mondo e Una vita da vivere.
Nel 2001 fondò una piccola impresa locale, situata nei sobborghi di Westchester a New York e iniziò a lavorare per la sua azienda, di cui è vice presidente, pur mantenendo i suoi interessi per la recitazione.